# Aplaplac

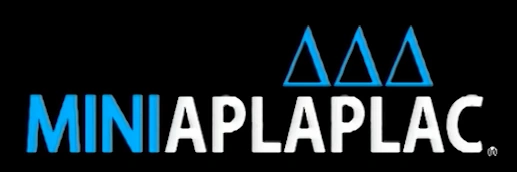
Segundo logo de Aplaplac (2003-2011), en su variante Mini Aplaplac.(2003) usada solo en 31 minutos.

Aplaplac es una productora de televisión chilena, creada en 2001 por Álvaro Díaz, Pedro Peirano y Juan Manuel Egaña.
Su producción más reconocida es el programa 31 minutos (2003), comedia infantil-familiar emitida por TVN, y posteriormente por Nickelodeon y Cartoon Network. La serie muestra las desventuras del equipo de un noticiero que le da el nombre, siendo este y algunos de sus personajes una parodia del noticiero de la década de los años 1980, 60 minutos. Debido a su éxito, la productora amplió sus horizontes creando 31 minutos, la película, y llevando a cabo obras teatrales de la serie.
Otras de sus producciones destacadas son la serie documental Sangre, sudor y lágrimas (2001) y el programa educativo Mira Tú (2002). Además, Aplaplac ha producido el videoclip del sencillo «Una nube cuelga sobre mí», del grupo chileno Los Bunkers, y varios de los vídeos de los sencillos del artista Pedropiedra. 
Antes de formar Aplaplac, Díaz y Peirano habían trabajado juntos en diversos programas de Canal 2: Gato por liebre, Plan Z y El factor humano.

## Filmografía

### Series
| Año             | Programa                                         | Canal/Plataforma | Género     | Observaciones |
| --------------- | ------------------------------------------------ | ---------------- | ---------- | --- |
| 2001            | Sangre, sudor y lágrimas                         | PSN              | Deportivo  | |
| 2002            | Mira tú                                          | TVN              | Educativo  | |
| 2003-2005, 2014 | 31 minutos                                       | TVN              | Humor      | |
| 2008            | Micos y Pericos                                  | Trecevisión      | Infantil   | Producción para la Superintendencia de Administración Tributaria (SAT) de Guatemala, con material de 31 Minutos. |
| 2009            | Un país serio                                    | La Red           | Documental | |
| 2009            | Las vacaciones de Tulio, Patana y el pequeño Tim | TVN              | Infantil   | Spin-off de 31 minutos, con material original de Micos y Pericos.                                                |
| 2017            | Segurito                                         | YouTube          | Educativo  | Producción para la Asociación Chilena de Seguridad (ACHS).                                                       |
| 2020            | Cuarentena 31                                    | YouTube          | Educativo  | Producción para Unicef.                                                                                          |

### Películas
| Año  | Título                          | Género            | Distribuidora      | Observaciones                                                    |
| ---- | ------------------------------- | ----------------- | ------------------ | ---------------------------------------------------------------- |
| 2004 | Los dibujos de Bruno Kulczewski | Falso documental  | Aplaplac           | Falso documental sobre extraños nacimientos en Chiloé.           |
| 2008 | 31 minutos, la película         | Comedia, aventura | MC Films           | Película basada en el programa de televisión chileno de títeres. |
| 2025 | 31 minutos: Calurosa Navidad    | Comedia, aventura | Amazon Prime Video | Película navideña basada en el show en vivo del mismo nombre.    |

### Videoclips
| Año  | Título                   | Artista      | Ref.   |
| ---- | ------------------------ | ------------ | ------ |
| 2005 | Qué hacías anoche con él | Jaco Sánchez | [ 18 ] |
| 2009 | Una nube cuelga sobre mí | Los Búnkers  | [ 19 ] |
| 2011 | Occidental               | Pedropiedra  | [ 20 ] |
| 2015 | La balada de J. González | Pedropiedra  | [ 21 ] |
| 2016 | Todos los días           | Pedropiedra  | [ 22 ] |
| 2016 | Lluvia sobre el mar      | Pedropiedra  | [ 23 ] |
| 2016 | Rayito/Olita             | Pedropiedra  | [ 24 ] |
| 2018 | Perder Ganar             | Pedropiedra  | [ 25 ] |